# Nagy Judit Áfonya
Nagy Judit Áfonya (Ózd, 1985. december 3. –) költő, író, újságíró, blogger.

## Tanulmányok
Végzettséget a Miskolci Egyetemen szerzett magyar nyelv- és irodalomból 2017-ben, ezt megelőzően történelmet és egyiptológiát is hallgatott a budapesti Eötvös Loránd Tudományegyetemen. Jelenleg (2023) A Magyar Agrár- és Élettudományi Egyetem valamint a Pázmány Péter Katolikus Egyetem hallgatója.

## Irodalmi pályája

### 2005-2011
Fiatalkori versgyűjteményének pályázati elküldése után felvételt nyert a Fiatal Írók Szövetségébe 2005-ben. (A versek végül nem kerültek publikálásra). Ezt követően számos további pályázat résztvevője volt, szerepelt a Magyar Versmondók egyesületének 2007-es Retúr című kötetében is. Ugyanebben az évben különdíjas lett a Spanyolnátha Művészeti Folyóirat irodalmi pályázatán. Első periodikai versmegjelenése az Ezredvég irodalmi, művészeti és társadalomkritikai folyóirat 2008. januári számában olvasható. 
Visszatérő induló a Miskolci Egyetem és az egri Eszterházy Károly Főiskola (később Egyetem) közös projektjeként létrejött, jelenleg már nemzetközi pályázatként funkcionáló Kortárs hangon megmérettetésnek, ahol 2007-ben különdíjas, 2009-ben III. helyezett lett, de versei szerepeltek a 2010-es, '11-es, '18-as és '19-es kötetben is. 2011 után hat évre elcsendesült, ez idő alatt számos regényvázlaton és zsánerirodalmi művön dolgozott, szövegekkel kísérletezett.

### 2017 után
A Kortárs hangon kötetekbe történő publikációk hatására visszatért a félbehagyott írói ambícióihoz, és az ezt követő években sorra jelentek meg versei és prózái. Publikált az Agria, a Palócföld,az Ezredvég, a Kláris, a Várad és a Prae folyóiratokban, valamint online megjelentek prózái a FÉLonline és a Napkút oldalain is. A Kaméleon című regényrészletét az Ezredvég közölte. 2019-ben Debreceni Boglárka Testidegenek, és Bene Zoltán Áramszünet című kötetéről közölt recenziókat a Palócföldben.
Az idegen című novellája 2019-ben szerepelt a Móra Könyvkiadó és a József Attila Kör közös gondozásában megjelent 48 másképp című kötetben.
2021-ben magyarra fordította Larry Niven és Jerry Pournell Reflex című science-fiction novelláját, amely a Delta Vision kiadó Végtelen világok (Szerk. Bryan Thomas Schmidt) című antológiájában jelent meg, 2022-ben pedig Larry Niven és Steven Barnes A hölgy vagy a tigris című novelláját, amely ugyanott, Végtelen világok: Sötét határvidékek (szerk. Bryan Thomas Schmidt) című antológiában jelent meg. 
2023-ban társszerkesztője volt a moly.hu könyves közösségi oldal antológiájának, mely Örökkék címen látott napvilágot.  

## Újságírói tevékenysége
2017-től a 24.hu aloldalaként működő Roboraptor blog szerzője, ahol tudományos-fantasztikus könyvek és filmek kritikáinak készítésével foglalkozik. 2018-tól szépirodalmi és szórakoztató irodalmi könyvek értékelését végzi a Smoking Barrels könyves és filmes blogon. 
2019 januárja és júniusa között a Nógrád Megyei Hírlap újságírója volt, 2020 januárjától pedig a HelloVidék online magazin munkatársa. Cikkei észak-magyarországi, vidéki közéleti témákat és helyi érdekességeket taglalnak.